# Ratsinformationssystem
Ein Ratsinformationssystem ist ein EDV-gestütztes Informations- und Dokumentenmanagementsystem für die Verwaltung von Gemeinden bis hin zu Stadtstaaten.
Seit 1990 werden im deutschsprachigen Raum etwa 15 konkurrierende Systeme auf dem Markt angeboten. Ratsinformationssysteme erfüllen zunehmend vollständig alle mit der Arbeit der politischen Organe der Gemeinde zusammenhängenden Aufgaben bis tief hinein in die Verwaltungsabläufe. Dabei erfüllt ein Ratsinformationssystem verschiedene Aufgaben:

## Sitzungsdienst
Sitzungskalender
Wichtigstes Planungsinstrument für den Fortgang der Entscheidungsprozesse ist der Sitzungskalender der kommunalen Organe. Der Sitzungskalender wird vom Ratsinformationssystem vorausgesetzt, um anstehende Fragen, Anträge und Entscheidungen dem nächstmöglichen Termin zuzuordnen.
Aufstellung der Tagesordnung
Ausgehend von den anstehenden Aufgaben der Gremien setzen Ratsinformationssysteme die geplanten Aufgaben auf eine automatisch generierte Tagesordnung. Die formale Aufstellung der Tagesordnung erfolgt durch den Vorsitzenden des jeweiligen Gremiums durch Ergänzung weiterer Punkte, die Gestaltung der Sitzungsreihenfolge und durch Verschiebung von Punkten auf einen anderen Termin.
Versand der Einladung / Veröffentlichung
Mit der Aufstellung der Tagesordnung durch den Vorsitzenden des Gremiums erfolgt der Versand der Einladung und die amtliche Bekanntmachung der Sitzung durch das Ratsinformationssystem. Dabei bieten die Systeme zunehmend die elektronische Übermittlung der Informationen über das Internet an. Die Umstellung auf ein vollelektronisches Versandsystem ist entsprechend der jeweiligen Gemeindeordnung an bestimmte Grenzen gebunden und erfordert teilweise die formale Zustellung einer schriftlichen papiergebundenen Einladung per Postversand.
Vorbereitung der Sitzung
Die Vorbereitung der Sitzungen werden durch ein Ratsinformationssystem unterstützt. Dazu gehören die Raumplanung und die Bereitstellung der erforderlichen Arbeitsmittel für die Sitzung wie Beschallungsanlage, Beamer und andere Gegenstände. Für den Sitzungsdienst wird die Zusammenstellung der erforderlichen Unterlagen unterstützt. Dazu zählen unter anderem Geburtstagslisten, Anwesenheitslisten, Presseinformationen, Tagesordnungen zur Auslage im Publikumsbereich.
Sitzungsabwicklung
Während der Sitzung des Gremiums stellt das Ratsinformationssystem im Idealfall alle erforderlichen Informationen als Grundlage der politischen Abwägung und Entscheidung zur Verfügung. Zudem erstellt das System ein Grundgerüst für das zu erstellende Protokoll, das bereits während der Sitzung in einer Kurzform oder vollständig erstellt werden kann und somit als ungenehmigter Entwurf Minuten nach der Sitzung für die weiteren Interessierten zur Verfügung steht und somit hilft, die Verwaltungsabläufe zu beschleunigen.
Protokollerstellung
Das Ratsinformationssystem erstellt aus den vorhandenen Daten ein Rohprotokoll, das um weitere Informationen angereichert wird. Dazu gehört je nach Gemeindeordnung der Verlauf der Debatte und vor allem Änderungsanträge und deren Ergebnis.
Protokollauszüge
Das Ratsinformationssystem soll automatisiert Protokollauszüge erstellen. Dazu ist es erforderlich, die anzusprechenden Dienststellen in der Verwaltung und anderen Gremien und eventuell Mandatsträger mit einem Exemplar zu versorgen. Im Rahmen des Systems kann dies durch eine Benachrichtigung oder durch eine E-Mail erfolgen.
Sitzungsgeldabrechnung
Anhand der Teilnehmerliste und der in den Stammdaten zu hinterlegenden Informationen soll das System automatisiert Sitzungsgelder errechnen und im Idealfall durch eine Kassenschnittstelle zahlbar machen. Dabei sind einkommenssteuerrechtliche Vorschriften zu beachten.

## Workflow
Um dem Ideal eines papierlosen Büros näher zu kommen und die Verwaltungsabläufe mit Unterstützung der EDV schneller, transparenter und kostengünstiger zu gestalten, kommt es dem Ratsinformationssystem zu, diese Abläufe der Informationsweitergabe abzubilden. Dazu müssen die bisherigen Wege der Mitzeichnung, Korrektur, Unterzeichnung, Genehmigung und anderer Verfahrensschritte durch ein fälschungssicheres Verfahren ersetzt werden. Dabei kommt es insbesondere darauf an, die Wege eines Vorgangs zu dokumentieren, Unterschriften von Mitarbeitern oder Mandatsträgern in fälschungssicherer Form zu belegen und verschiedene Bearbeitungszustände eines Dokumentes festzuhalten. Der Mitarbeiter der Verwaltung muss darauf vertrauen können, dass die von ihm erstellten Vorlagen entweder in unveränderter Form zur Beschlussfassung kommen oder aber Veränderungen im Arbeitsprozess als solche zu erkennen sind.

## Ratsinformationen
Das Ratsinformationssystem stellt den politischen Mandatsträgern die benötigten Informationen für die politische Arbeit zur Verfügung. Da diese Informationen über den öffentlichen Bereich hinausgehen, sind die Zugänge für Ratsmitglieder besonders sicherheitsrelevant und bedürfen einer Absicherung gegen unberechtigten Zugang, um den Belangen des Datenschutzes und der Verschwiegenheit Rechnung tragen zu können.

## Bürgerinformationen
Die Bürgerinformationen werden voll- und teilautomatisch aus den im System vorhandenen Daten generiert und vorwiegend über das Internet zur Information der Bevölkerung zur Verfügung gestellt. Zu den angebotenen Informationen gehören regelmäßig der Sitzungskalender, die Sitzungsvorlagen (so weit möglich) und die Sitzungsprotokolle. Durch Recherchefunktionen wird es dem Bürger ermöglicht, sich über den Stand der Entscheidungen zu den Belangen der Gemeinde zu informieren.

## Erfolgs- und Beschlussüberwachung
Abhängig vom jeweiligen Ausbauzustand des Ratsinformationssystems dient das System für die Verwaltung, die politisch Verantwortlichen, die Mandatsträger und die Bürger als Informationsbasis, wie weit die von der Gemeinde beschlossenen Projekte umgesetzt wurden und ermöglichen so eine umfassende und aktuelle Überwachung der Verwaltung durch die Politik und der Politik durch die Wählerschaft.

## Schnittstelle
2016 wurde der OParl Standard eingeführt. Dieser Standard beschreibt eine maschinenlesbare Webschnittstelle für Ratsinformationssysteme und wurde mit den Herstellern der Ratsinformationssysteme entwickelt. Die Schnittstelle ermöglicht den anonymen, lesenden Zugriff auf öffentliche Inhalte aus den Informationssystemen. Dadurch ist es möglich die Daten als Open Data zur Verfügung zu stellen. 